# Joey Woody
Joey Woody (Iowa City, 22 mei 1973) is een Amerikaanse atleet die is gespecialiseerd in het hordelopen. Hij was van 2000 tot 2014 mede-wereldindoorrecordhouder op de 4 x 800 m estafette.

## Loopbaan
Tot 1997 kon Woody zich niet kwalificeren voor een groot internationaal toernooi op de 400 m horden. In 1997 werd hij derde op de Amerikaanse kampioenschappen en kwalificeerde zich voor de wereldkampioenschappen atletiek 1997 in Athene. Op het WK dat jaar werd hij in de halve finale uitgeschakeld. Een jaar later werd hij individueel vijfde op de 400 m horden bij de wereldbekerwedstrijden in het Zuid-Afrikaanse Johannesburg. Op de 4 x 400 m estafette won hij met zijn teamgenoten Mark Everett, Antonio Pettigrew en Jerome Young een gouden medaille in een tijd van 2.59,28.
In 1999 won hij een zilveren medaille op de Amerikaanse kampioenschappen en behaalde in de finale van de wereldkampioenschappen atletiek 1999 in Sevilla een zesde plaats. Op de 4 x 400 m estafette hielp hij de Amerikaanse estafetteploeg door de halve finale heen met een winnende 3.00,77, maar maakte geen deel uit van het team dat goud won in de finale.
Op 6 februari 2000 verbeterde hij in Boston met zijn teamgenoten Karl Paranya, Rich Kenah en David Krummenacker het wereldrecord op de 4 x 800 m estafette naar 7.13,94. Op de Amerikaanse Olympische selectiewedstrijden voor de Spelen in Sydney later dat jaar werd hij vierde. Dit was niet genoeg om zich te kwalificeren voor de Spelen. Teleurgesteld presteerde hij het seizoen erna een jaar lang minder.
In 2003 behaalde hij de beste prestatie van zijn atletiekcarrière. Hij kwalificeerde zich opnieuw voor het WK. Op de wereldkampioenschappen atletiek 2003 in Parijs dwong hij onverwachts een tweede plaats af in de finale achter zijn landgenoot Félix Sánchez.

## Titels
- NCAA kampioen 400 m horden - 1997

## Persoonlijke records
Outdoor
| Onderdeel    | Prestatie | Datum          | Plaats      |
| ------------ | --------- | -------------- | ----------- |
| 400 m        | 46,08 s   | 5 mei 1999     | Mito        |
| 800 m        | 1.48,41   | 1 januari 1994 |             |
| 110 m horden | 13,98 s   | 25 april 1997  |             |
| 400 m horden | 47,97 s   | 21 juni 1998   | New Orleans |

Indoor
| Onderdeel | Prestatie | Datum            | Plaats      |
| --------- | --------- | ---------------- | ----------- |
| 500 m     | 1.02,64   | 18 februari 2001 | Cedar Falls |
| 600 m     | 1.17,06   | 27 februari 2000 | Cedar Falls |
| zevenkamp | 5344 p    | 27 januari 2001  | Cedar Falls |

## Palmares

### 400 m horden
Kampioenschappen
- 1998:  Goodwill Games - 48,59 s
- 1998: 6e Grand Prix Finale - 49,58 s
- 1998: 5e Wereldbeker - 48,55 s
- 1999: 6e WK - 48,77 s
- 2002: 4e Grand Prix Finale - 48,24 s
- 2003:  WK - 48,18 s
- 2003: 4e Wereldatletiekfinale - 48,73 s

Golden League-podiumplekken
- 1999:  Herculis – 48,55 s
- 2002:  Bislett Games – 49,13 s
- 2002:  Memorial Van Damme – 48,39 s
- 2002:  ISTAF – 48,77 s
- 2003:  Weltklasse Zürich – 48,46 s

### 4 x 400 m estafette
- 1998:  Wereldbeker - 2.59,28